# Mireille Geus
Mireille Geus (Amsterdam, 27 maart 1964) is een Nederlandse schrijfster en schrijfcoach.

## Biografie
Geus studeerde Nederlands aan de lerarenopleiding.
In 2016 debuteerde ze met de roman Een makkelijk kind bij uitgeverij Nieuw Amsterdam. Haar ca. dertig jeugdboeken verschenen in tien verschillende landen en haar jeugdboek Big werden bekroond met de Gouden Griffel in 2006. In april 2019 verscheen haar tweede autobiografische roman Madame Jeanette bij uitgeverij Nieuw Amsterdam.
Voordat ze kinderboeken schreef, schreef Geus toneelstukken voor kinderen en teksten voor Sesamstraat en Kindernet. Ze schrijft boeken voor verschillende jeugdboek uitgeverijen zoals Uitgeverij Zwijsen, Maretak, Lemniscaat, Gottmer en Leopold. Haar eerste kinderboek was Virenzo en ik, gebaseerd op een verhaal dat haar zoon haar vertelde. Het werd bekroond met Vlag en Wimpel. Met Big, haar tweede boek, sleepte ze de Gouden Griffel 2006 in de wacht. Ook werd Big genomineerd voor de Deutschen Jugendliteraturpreis 2008 en werd het vertaald in diverse talen, zoals Engels, Spaans en Japans, Koreaans. Naar Wolf was in 2008 goed voor opnieuw een Vlag en Wimpel.
Geus schrijft voor het blad Schrijven een column over het schrijven van jeugdliteratuur. Ze heeft een praktijk als schrijfcoach. Ze is getrouwd en heeft twee volwassen kinderen.

## Boeken

### Voor kinderen
- Een reus in bed (Maretak, 2003)
- Virenzo en ik (Lemniscaat, 2003) (vertaald in het Duits, Urachhaus)
- Gevlogen (Maretak, 2005)
- Big (Lemniscaat, 2005) (Gouden Griffel 2006[2]) (vertaald in het Duits, Urachhaus) vertaald in o.a. Engels, Litouws, Japans
- Goed fout (Maretak, 2006)
- Stien van tien (Zwijsen, 2006)
- De geheime opdracht (Zwijsen, 2007)
- Vlucht (Kunstfort bij Vijfhuizen, 2007)
- Naar Wolf (Lemniscaat, 2007)
- Factor X (Zwijsen 2007)
- Moos en Mo (Clavis 2008)
- De Losse plank (Zwijsen 2008)
- Jamilla weet het beter (Zwijsen 2008)
- Test je talent (Zwijsen 2008) In het Duits vertaald (Talent gesucht, Urachhaus 2010)
- Tijd voor vrije tijd (Zwijsen, 2009)
- wondertoverballen (Zwijsen, 2009)
- vreemde klanten (Zwijsen, 2009)
- Kris kras door de Beeldentuin (Leopold, 2009)
- Voor altijd beroemd (Gottmer, 2010)
- Leesfontein (Jongbloed 2010)
- De ogen van Sitting Bull (Lemniscaat, 2011)
- De andere weg (Gottmer, 2013)
- Zo schrijf je een kinderboek (Atlas Contact, 2013)
- Joe & Ik (Lemniscaat, 2014)
- Jeugdbijbel (Jongbloed, 2014)
- Laat me er in (Zwijsen, 2014)
- Weg bij de Heks (Zwijsen 2014)
- Een makkelijk kind (Nieuw Amsterdam, 2016)
- We gaan naar de maan (Zwijsen, 2018)
- Geheimen aan zee (Zwijsen, 2018)
- Dans (Lemniscaat, 2018)
- Jij en ik (Lemniscaat, 2018)
- 2040 (Maretak, 2018)
- Het geheim van de stilte (Leopold, 2018)
- We gaan naar de maan (Zwijsen 2018)
- Madame Jeanette (Nieuw Amsterdam, 2019)
- De Kinderkoningin (Memphis Belle, 2019)
- Mijn dagen met Niets (Lemniscaat,2020)
- Met de Wind Mee (prentenboek met Thé Tjong-Khing) (Lemniscaat 2021)
- Schatkamer (Lemniscaat, 2022)
- Trouwen! (Trouwen met Marien, december 2022)
- Lava (Lemniscaat, september 2023)
- Te klein (Lemniscaat, juli 2023)
- Papa, ik mis je (Lemniscaat, september 2023)

### Voor volwassenen
- Een makkelijk kind (Nieuw Amsterdam, 2016)
- Madame Jeanette (Nieuw Amsterdam, 2019)
- Achter de Façade (Nieuw Amsterdam, Maart 2023)

### Over schrijven
- 101 schrijftips van je schrijfcoach (Brave New Books, 2010)
- Zo schrijf je een kinderboek (Atlas Contact schrijfbibliotheek, 2013)
- Liefdeswerk met Anna van Praag (De meent, 2021)

## Prijzen & nominaties
- Vlag en Wimpel 2004 voor Virenzo en ik
- Gouden Griffel 2006 voor Big[2][4]
- Inclusieve Griffel voor Big
- Vlag en Wimpel 2008 voor Naar Wolf
- Nominatie voor de Deutschen Jugendliteraturpreis 2008 voor Big